# F1 (franquia de jogos eletrônicos)
A Série F1 da EA Sports consiste em cinco games de corrida baseados nas temporadas de Fórmula 1 dos anos de 1999 a 2002. Os games foram lançados anualmente entre os anos de 2000 e 2003. Eles foram desenvolvidos pela Image Space Incorporation (nas versões de PC) e pela Visual Science (nas versões de console).

## Jogos da Série
Abaixo uma lista com os jogos da série.

### F1 2000
- Plataformas: Microsoft Windows, PlayStation
- Lançamento: 2001[1][2]

Primeiro jogo da EA Sports baseado na Fórmula 1. Este jogo representa a Temporada de 2000 da Fórmula 1

### F1 Championship Season 2000
- Plataformas: PlayStation, PlayStation 2, Windows, Game Boy Color, Macintosh
- Lançamento: 2000.[3][4]

### F1 2001
- Plataformas: PlayStation 2, Windows, Xbox
- Lançamento: 2001.[5][6]

### F1 2002
- Plataformas: PlayStation 2, Windows, Xbox, GameCube e Game Boy Advance
- Lançamento: 2002.[7][8]

### F1 Challenge '99-'02
- Plataformas: Microsoft Windows
- Lançamento: 2003[9][10]

Reune os quatro jogos lançados anteriormente apresentando um modo de carreira único.

### F1 Career Challenge
- Plataformas: GameCube, PlayStation 2, Xbox
- Lançamento: 2003[11][12]

Reune os quatro jogos lançados anteriormente apresentando um modo de carreira único.